# Chortophaga mendocino
Chortophaga mendocino är en insektsart som beskrevs av Rentz, D.C.F. 1977. Chortophaga mendocino ingår i släktet Chortophaga och familjen gräshoppor. Inga underarter finns listade i Catalogue of Life.